# (4768) Hartley
(4768) Hartley ist ein Asteroid des Hauptgürtels, der am 11. August 1988 vom australischen Astronomen Andrew J. Noymer am Siding-Spring-Observatorium (IAU-Code 413) in Australien entdeckt wurde.
Der Asteroid wurde nach dem australischen Astronomen und Kometenentdecker Malcolm Hartley benannt, der am Siding-Spring-Observatorium arbeitet.